# St. Burkard (Gerichtstetten)

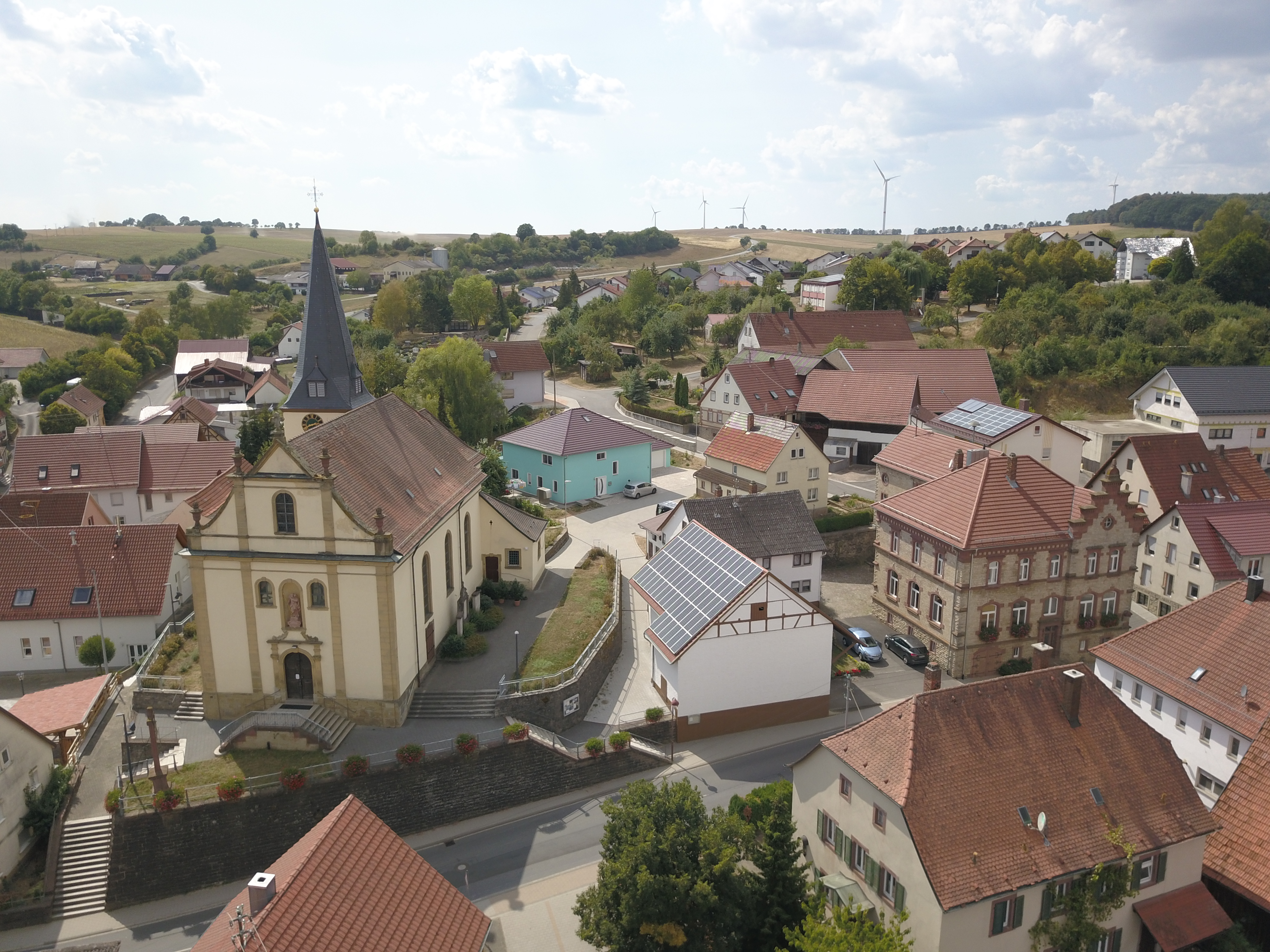
St. Burkard in Gerichtstetten

Die römisch-katholische Pfarrkirche St. Burkard ist ein geschütztes Kulturdenkmal nach dem Denkmalschutzgesetz. Sie steht in Gerichtstetten, einem Ortsteil der Gemeinde Hardheim im Neckar-Odenwald-Kreis in Baden-Württemberg. Die Kirchengemeinde gehört zum Dekanat Mosbach-Buchen im Erzbistum Freiburg.

## Beschreibung
Die 1772/77 erbaute spätbarocke Saalkirche besteht aus einem Langhaus, einem eingezogenen, dreiseitig geschlossenen Chor im Westen und einem Chorflankenturm an seiner Südwand, der im Kern vom romanischen Vorgängerbau stammt. Sein oberstes Geschoss beherbergt die Turmuhr. In den Dachgauben seines achtseitigen Knickhelms sind die Klangarkaden untergebracht, hinter denen sich der Glockenstuhl verbirgt, in dem vier Kirchenglocken hängen. In der Mitte der dreigeteilten Fassade im Osten befindet sich das Portal, über dessen Sprenggiebel in einer Nische die Statue des Burkard steht.
Der Innenraum des Chors wurde 1909 mit einer Deckenmalerei versehen. Zur barocken Kirchenausstattung von 1780 gehört neben der Kanzel ein Hochaltar, der von den Statuen der Apostelfürsten flankiert wird. Auf dem Altarretabel befindet sich eine Kopie der Himmelfahrt Mariens nach Guido Reni. Der Kreuzweg stammt von 1880.